# Eleições municipais na Mesorregião do Sudeste Rio-Grandense em 2012
Abaixo uma lista de prefeitos eleitos e partidos que irão compor as câmaras municipais de cada uma das 25 cidades da região sul do Rio Grande do Sul, eleitos a partir das eleições de 2012.

## Amaral Ferrador
| Candidato(a)           | 1º Turno 7 de outubro de 2012 | 1º Turno 7 de outubro de 2012 |
| Candidato(a)           | Votação                       | Votação                       |
| Candidato(a)           | Total                         | Porcentagem                   |
| ---------------------- | ----------------------------- | ----------------------------- |
| Elizeu Araújo (PMDB)   | 2.332                         | 53%                           |
| Jorge Martins (PSDB)   | 2.098                         | 47%                           |
| Total de votos válidos | 4.430                         | 100,00%                       |

| Eleições Legislativas | Eleições Legislativas | Eleições Legislativas | Eleições Legislativas | Eleições Legislativas | Eleições Legislativas |
| --------------------- | --------------------- | --------------------- | --------------------- | --------------------- | --------------------- |
| Partido               | PDT                   | PP                    | PMDB                  | PSDB                  | PT                    |
| V. Eleitos            | 3                     | 2                     | 2                     | 1                     | 1                     |

## Arroio do Padre
| Candidato(a)           | 1º Turno 7 de outubro de 2012 | 1º Turno 7 de outubro de 2012 |
| Candidato(a)           | Votação                       | Votação                       |
| Candidato(a)           | Total                         | Porcentagem                   |
| ---------------------- | ----------------------------- | ----------------------------- |
| Leonir Baschi (DEM)    | 1.238                         | 52%                           |
| Jaime Starke (PP)      | 1.128                         | 48%                           |
| Total de votos válidos | 2.366                         | 100,00%                       |

| Eleições Legislativas | Eleições Legislativas | Eleições Legislativas | Eleições Legislativas | Eleições Legislativas | Eleições Legislativas |
| --------------------- | --------------------- | --------------------- | --------------------- | --------------------- | --------------------- |
| Partido               | DEM                   | PP                    | PSB                   | PMDB                  | PDT                   |
| V. Eleitos            | 3                     | 2                     | 2                     | 1                     | 1                     |

## Arroio Grande
| Candidato(a)           | 1º Turno 7 de outubro de 2012 | 1º Turno 7 de outubro de 2012 |
| Candidato(a)           | Votação                       | Votação                       |
| Candidato(a)           | Total                         | Porcentagem                   |
| ---------------------- | ----------------------------- | ----------------------------- |
| Luis da Silva (PP)     | 6.929                         | 53%                           |
| Mariela Ferreira (PDT) | 6.121                         | 47%                           |
| Total de votos válidos | 13.050                        | 100,00%                       |

| Eleições Legislativas | Eleições Legislativas | Eleições Legislativas |
| --------------------- | --------------------- | --------------------- |
| Partido               | PDT                   | PP                    |
| V. Eleitos            | 5                     | 4                     |

## Caçapava do Sul
| Candidato(a)           | 1º Turno 7 de outubro de 2012 | 1º Turno 7 de outubro de 2012 |
| Candidato(a)           | Votação                       | Votação                       |
| Candidato(a)           | Total                         | Porcentagem                   |
| ---------------------- | ----------------------------- | ----------------------------- |
| Otomar Vivian (PP)     | 10.632                        | 49%                           |
| José Vargas (PMDB)     | 6.497                         | 30%                           |
| Zauri de Castro (PT)   | 4.722                         | 21%                           |
| Total de votos válidos | 21.851                        | 100,00%                       |

| Eleições Legislativas | Eleições Legislativas | Eleições Legislativas | Eleições Legislativas | Eleições Legislativas |
| --------------------- | --------------------- | --------------------- | --------------------- | --------------------- |
| Partido               | PP                    | PMDB                  | PT                    | PTB                   |
| V. Eleitos            | 4                     | 4                     | 2                     | 1                     |

## Candiota
| Candidato(a)           | 1º Turno 7 de outubro de 2012 | 1º Turno 7 de outubro de 2012 |
| Candidato(a)           | Votação                       | Votação                       |
| Candidato(a)           | Total                         | Porcentagem                   |
| ---------------------- | ----------------------------- | ----------------------------- |
| Luiz Folador (PT)      | 4.750                         | 74%                           |
| Odilo Molin (PMDB)     | 1.672                         | 26%                           |
| Total de votos válidos | 13.050                        | 100,00%                       |

| Eleições Legislativas | Eleições Legislativas | Eleições Legislativas | Eleições Legislativas | Eleições Legislativas |
| --------------------- | --------------------- | --------------------- | --------------------- | --------------------- |
| Partido               | PT                    | PSDB                  | PMDB                  | PDT                   |
| V. Eleitos            | 4                     | 2                     | 2                     | 1                     |

## Canguçu
| Candidato(a)           | 1º Turno 7 de outubro de 2012 | 1º Turno 7 de outubro de 2012 |
| Candidato(a)           | Votação                       | Votação                       |
| Candidato(a)           | Total                         | Porcentagem                   |
| ---------------------- | ----------------------------- | ----------------------------- |
| Gerson Nunes (PT)      | 15.273                        | 42%                           |
| Joaquim Nunes (PP)     | 11.226                        | 31%                           |
| Carlos Pegoraro (PMDB) | 9.766                         | 27%                           |
| Total de votos válidos | 36.265                        | 100,00%                       |

| Eleições Legislativas | Eleições Legislativas | Eleições Legislativas | Eleições Legislativas | Eleições Legislativas | Eleições Legislativas | Eleições Legislativas | Eleições Legislativas |
| --------------------- | --------------------- | --------------------- | --------------------- | --------------------- | --------------------- | --------------------- | --------------------- |
| Partido               | PP                    | PMDB                  | PSDB                  | PDT                   | PT                    | PSB                   | PTB                   |
| V. Eleitos            | 5                     | 3                     | 2                     | 2                     | 1                     | 1                     | 1                     |

## Capão do Leão
| Candidato(a)           | 1º Turno 7 de outubro de 2012 | 1º Turno 7 de outubro de 2012 |
| Candidato(a)           | Votação                       | Votação                       |
| Candidato(a)           | Total                         | Porcentagem                   |
| ---------------------- | ----------------------------- | ----------------------------- |
| Claudio Vitória (PDT)  | 5.421                         | 38%                           |
| Mauro Nolasco (PT)     | 5.378                         | 37,6%                         |
| Paulo Silva (PMDB)     | 3.487                         | 24,4%                         |
| Total de votos válidos | 14.286                        | 100,00%                       |

| Eleições Legislativas | Eleições Legislativas | Eleições Legislativas | Eleições Legislativas | Eleições Legislativas |
| --------------------- | --------------------- | --------------------- | --------------------- | --------------------- |
| Partido               | PDT                   | PTB                   | PT                    | PMDB                  |
| V. Eleitos            | 5                     | 3                     | 2                     | 1                     |

## Cerrito
| Candidato(a)           | 1º Turno 7 de outubro de 2012 | 1º Turno 7 de outubro de 2012 |
| Candidato(a)           | Votação                       | Votação                       |
| Candidato(a)           | Total                         | Porcentagem                   |
| ---------------------- | ----------------------------- | ----------------------------- |
| José de Vieira (PP)    | 3.212                         | 70%                           |
| Elizabete Bento (PMDB) | 1.401                         | 30%                           |
| Total de votos válidos | 4.613                         | 100,00%                       |

| Eleições Legislativas | Eleições Legislativas | Eleições Legislativas | Eleições Legislativas | Eleições Legislativas | Eleições Legislativas |
| --------------------- | --------------------- | --------------------- | --------------------- | --------------------- | --------------------- |
| Partido               | PTB                   | PDT                   | PMDB                  | PSDB                  | PSB                   |
| V. Eleitos            | 3                     | 2                     | 2                     | 1                     | 1                     |

## Chuí
| Candidato(a)           | 1º Turno 7 de outubro de 2012 | 1º Turno 7 de outubro de 2012 |
| Candidato(a)           | Votação                       | Votação                       |
| Candidato(a)           | Total                         | Porcentagem                   |
| ---------------------- | ----------------------------- | ----------------------------- |
| Renato Martins (PP)    | 2.262                         | 69%                           |
| Marilene de Lima (DEM) | 1.008                         | 31%                           |
| Total de votos válidos | 3.270                         | 100,00%                       |

| Eleições Legislativas | Eleições Legislativas | Eleições Legislativas | Eleições Legislativas | Eleições Legislativas |
| --------------------- | --------------------- | --------------------- | --------------------- | --------------------- |
| Partido               | DEM                   | PP                    | PSD                   | PT                    |
| V. Eleitos            | 4                     | 3                     | 1                     | 1                     |

## Cristal
| Candidato(a)           | 1º Turno 7 de outubro de 2012 | 1º Turno 7 de outubro de 2012 |
| Candidato(a)           | Votação                       | Votação                       |
| Candidato(a)           | Total                         | Porcentagem                   |
| ---------------------- | ----------------------------- | ----------------------------- |
| Fabio Richter (PSB)    | 2.017                         | 38%                           |
| Julio Lammel (PSDB)    | 1.915                         | 36%                           |
| Gilva Grellert (PT)    | 1.404                         | 26%                           |
| Total de votos válidos | 5.336                         | 100,00%                       |

| Eleições Legislativas | Eleições Legislativas | Eleições Legislativas | Eleições Legislativas | Eleições Legislativas | Eleições Legislativas |
| --------------------- | --------------------- | --------------------- | --------------------- | --------------------- | --------------------- |
| Partido               | PSDB                  | PSB                   | PMDB                  | PT                    | PDT                   |
| V. Eleitos            | 3                     | 2                     | 2                     | 1                     | 1                     |

## Encruzilhada do Sul
| Candidato(a)           | 1º Turno 7 de outubro de 2012 | 1º Turno 7 de outubro de 2012 |
| Candidato(a)           | Votação                       | Votação                       |
| Candidato(a)           | Total                         | Porcentagem                   |
| ---------------------- | ----------------------------- | ----------------------------- |
| Laise Krusser (PDT)    | 8.416                         | 54%                           |
| Marco Rassier (DEM)    | 4.469                         | 29%                           |
| Fabio Campos (PMDB)    | 2.677                         | 17%                           |
| Total de votos válidos | 15.562                        | 100,00%                       |

| Eleições Legislativas | Eleições Legislativas | Eleições Legislativas | Eleições Legislativas | Eleições Legislativas | Eleições Legislativas | Eleições Legislativas |
| --------------------- | --------------------- | --------------------- | --------------------- | --------------------- | --------------------- | --------------------- |
| Partido               | PP                    | PMDB                  | PDT                   | PTB                   | PSD                   | DEM                   |
| V. Eleitos            | 4                     | 2                     | 2                     | 1                     | 1                     | 1                     |

## Herval
| Candidato(a)           | 1º Turno 7 de outubro de 2012 | 1º Turno 7 de outubro de 2012 |
| Candidato(a)           | Votação                       | Votação                       |
| Candidato(a)           | Total                         | Porcentagem                   |
| ---------------------- | ----------------------------- | ----------------------------- |
| Ildo Salaberry (PP)    | 2.670                         | 59%                           |
| Jackson Xavier (PDT)   | 1.885                         | 41%                           |
| Total de votos válidos | 4.555                         | 100,00%                       |

| Eleições Legislativas | Eleições Legislativas | Eleições Legislativas | Eleições Legislativas | Eleições Legislativas | Eleições Legislativas |
| --------------------- | --------------------- | --------------------- | --------------------- | --------------------- | --------------------- |
| Partido               | PP                    | PPL                   | PMDB                  | PDT                   | PSB                   |
| V. Eleitos            | 3                     | 2                     | 2                     | 1                     | 1                     |

## Jaguarão
| Candidato(a)           | 1º Turno 7 de outubro de 2012 | 1º Turno 7 de outubro de 2012 |
| Candidato(a)           | Votação                       | Votação                       |
| Candidato(a)           | Total                         | Porcentagem                   |
| ---------------------- | ----------------------------- | ----------------------------- |
| José Martins (PT)      | 9.343                         | 55%                           |
| Paulo da Rosa (PSDB)   | 6.097                         | 36%                           |
| Fred Nunes (PSB)       | 1.603                         | 9%                            |
| Total de votos válidos | 17.043                        | 100,00%                       |

| Eleições Legislativas | Eleições Legislativas | Eleições Legislativas | Eleições Legislativas | Eleições Legislativas | Eleições Legislativas |
| --------------------- | --------------------- | --------------------- | --------------------- | --------------------- | --------------------- |
| Partido               | PT                    | PP                    | PMDB                  | PSDB                  | PSB                   |
| V. Eleitos            | 4                     | 2                     | 1                     | 1                     | 1                     |

## Morro Redondo
| Candidato(a)           | 1º Turno 7 de outubro de 2012 | 1º Turno 7 de outubro de 2012 |
| Candidato(a)           | Votação                       | Votação                       |
| Candidato(a)           | Total                         | Porcentagem                   |
| ---------------------- | ----------------------------- | ----------------------------- |
| Rui Brizolara (PP)     | 2.623                         | 60%                           |
| Velocino Leal (PP)     | 1.753                         | 40%                           |
| Total de votos válidos | 4.376                         | 100,00%                       |

| Eleições Legislativas | Eleições Legislativas | Eleições Legislativas | Eleições Legislativas | Eleições Legislativas |
| --------------------- | --------------------- | --------------------- | --------------------- | --------------------- |
| Partido               | DEM                   | PP                    | PMDB                  | PTB                   |
| V. Eleitos            | 5                     | 2                     | 1                     | 1                     |

## Pedras Altas
| Candidato(a)            | 1º Turno 7 de outubro de 2012 | 1º Turno 7 de outubro de 2012 |
| Candidato(a)            | Votação                       | Votação                       |
| Candidato(a)            | Total                         | Porcentagem                   |
| ----------------------- | ----------------------------- | ----------------------------- |
| Gabriel de Lellis (PPL) | 987                           | 52,7%                         |
| Silvio Marques (PSDB)   | 887                           | 47,3%                         |
| Total de votos válidos  | 1.874                         | 100,00%                       |

| Eleições Legislativas | Eleições Legislativas | Eleições Legislativas | Eleições Legislativas |
| --------------------- | --------------------- | --------------------- | --------------------- |
| Partido               | PSDB                  | PT                    | PDT                   |
| V. Eleitos            | 5                     | 5                     | 1                     |

## Pedro Osório
| Candidato(a)           | 1º Turno 7 de outubro de 2012 | 1º Turno 7 de outubro de 2012 |
| Candidato(a)           | Votação                       | Votação                       |
| Candidato(a)           | Total                         | Porcentagem                   |
| ---------------------- | ----------------------------- | ----------------------------- |
| Cesar de Brito (PT)    | 3.052                         | 55%                           |
| Moacir Alves (PMDB)    | 2.148                         | 39%                           |
| Claudio Caldas (PDT)   | 328                           | 6%                            |
| Total de votos válidos | 5.528                         | 100,00%                       |

| Eleições Legislativas | Eleições Legislativas | Eleições Legislativas | Eleições Legislativas | Eleições Legislativas | Eleições Legislativas |
| --------------------- | --------------------- | --------------------- | --------------------- | --------------------- | --------------------- |
| Partido               | PMDB                  | PDT                   | PT                    | PTB                   | PSB                   |
| V. Eleitos            | 3                     | 2                     | 2                     | 1                     | 1                     |

## Pelotas
| Candidato(a)                   | 1º Turno 7 de outubro de 2012 | 1º Turno 7 de outubro de 2012 | 2º Turno 28 de outubro de 2012 | 2º Turno 28 de outubro de 2012 |
| Candidato(a)                   | Votação                       | Votação                       | Votação                        | Votação                        |
| Candidato(a)                   | Total                         | Porcentagem                   | Total                          | Porcentagem                    |
| ------------------------------ | ----------------------------- | ----------------------------- | ------------------------------ | ------------------------------ |
| Eduardo Leite (PSDB)           | 77.026                        | 40%                           | 110.823                        | 57%                            |
| Fernando Marroni (PT)          | 55.111                        | 29%                           | 83.079                         | 43%                            |
| Jurandir Silva (PSOL)          | 25.272                        | 13%                           |                                |                                |
| José Paladini "Catarina" (PSB) | 19.900                        | 10%                           |                                |                                |
| Matteo Chiarelli (DEM)         | 15.800                        | 8%                            |                                |                                |
| Total de votos válidos         | 193.109                       | 100,00%                       | 193.902                        | 100,00%                        |

| Eleições Legislativas | Eleições Legislativas | Eleições Legislativas | Eleições Legislativas | Eleições Legislativas | Eleições Legislativas |
| --------------------- | --------------------- | --------------------- | --------------------- | --------------------- | --------------------- |
| Partido               | PT                    | PDT                   | PP                    | DEM                   | PSB                   |
| V. Eleitos            | 4                     | 3                     | 2                     | 2                     | 2                     |
| Partido               | PSD                   | PSDB                  | PTB                   | PMDB                  | PRB                   |
| V. Eleitos            | 2                     | 2                     | 2                     | 1                     | 1                     |

## Pinheiro Machado
| Candidato(a)           | 1º Turno 7 de outubro de 2012 | 1º Turno 7 de outubro de 2012 |
| Candidato(a)           | Votação                       | Votação                       |
| Candidato(a)           | Total                         | Porcentagem                   |
| ---------------------- | ----------------------------- | ----------------------------- |
| José da Feira (PTB)    | 3.488                         | 42%                           |
| Jackson Cabral (PSDB)  | 2.647                         | 32%                           |
| José Rosa (PDT)        | 2.123                         | 26%                           |
| Luiz Leivas (PT)       | 0                             | 0%                            |
| Total de votos válidos | 7.258                         | 100,00%                       |

| Eleições Legislativas | Eleições Legislativas | Eleições Legislativas | Eleições Legislativas | Eleições Legislativas | Eleições Legislativas |
| --------------------- | --------------------- | --------------------- | --------------------- | --------------------- | --------------------- |
| Partido               | PSDB                  | PSB                   | PDT                   | PP                    | PMDB                  |
| V. Eleitos            | 3                     | 2                     | 2                     | 1                     | 1                     |

## Piratini
| Candidato(a)           | 1º Turno 7 de outubro de 2012 | 1º Turno 7 de outubro de 2012 |
| Candidato(a)           | Votação                       | Votação                       |
| Candidato(a)           | Total                         | Porcentagem                   |
| ---------------------- | ----------------------------- | ----------------------------- |
| Vilso Gomes (PSDB)     | 7.017                         | 54%                           |
| Carlos da Costa (PMDB) | 5.934                         | 46%                           |
| Total de votos válidos | 12.951                        | 100,00%                       |

| Eleições Legislativas | Eleições Legislativas | Eleições Legislativas | Eleições Legislativas | Eleições Legislativas |
| --------------------- | --------------------- | --------------------- | --------------------- | --------------------- |
| Partido               | PMDB                  | PDT                   | PP                    | PT                    |
| V. Eleitos            | 4                     | 2                     | 2                     | 1                     |

## Rio Grande
| Candidato(a)               | 1º Turno 7 de outubro de 2012 | 1º Turno 7 de outubro de 2012 |
| Candidato(a)               | Votação                       | Votação                       |
| Candidato(a)               | Total                         | Porcentagem                   |
| -------------------------- | ----------------------------- | ----------------------------- |
| Alexandre Lindenmeyer (PT) | 59.543                        | 51%                           |
| Fábio Branco (PMDB)        | 49.919                        | 43%                           |
| Júlio Cezar (PC do B)      | 6.259                         | 5%                            |
| Roberto Ferreira (PT do B) | 607                           | 1%                            |
| Públio Ferrari (PSOL)      | 316                           | < 1%                          |
| Total de votos válidos     | 116.644                       | 100,00%                       |

| Eleições Legislativas | Eleições Legislativas | Eleições Legislativas | Eleições Legislativas | Eleições Legislativas |
| --------------------- | --------------------- | --------------------- | --------------------- | --------------------- |
| Partido               | PMDB                  | PT                    | PSD                   | PSB                   |
| V. Eleitos            | 6                     | 4                     | 3                     | 2                     |
| Partido               | PSDB                  | PTB                   | PRB                   | PCdoB                 |
| V. Eleitos            | 2                     | 2                     | 1                     | 1                     |

## Santa Vitória do Palmar
| Candidato(a)           | 1º Turno 7 de outubro de 2012 | 1º Turno 7 de outubro de 2012 |
| Candidato(a)           | Votação                       | Votação                       |
| Candidato(a)           | Total                         | Porcentagem                   |
| ---------------------- | ----------------------------- | ----------------------------- |
| Eduardo Morrone (PT)   | 9.544                         | 53%                           |
| Mario Silveira (PDT)   | 7.789                         | 43%                           |
| Paulo Araújo (PV)      | 680                           | 4%                            |
| Total de votos válidos | 18.013                        | 100,00%                       |

| Eleições Legislativas | Eleições Legislativas | Eleições Legislativas | Eleições Legislativas | Eleições Legislativas | Eleições Legislativas | Eleições Legislativas |
| --------------------- | --------------------- | --------------------- | --------------------- | --------------------- | --------------------- | --------------------- |
| Partido               | PT                    | PDT                   | PP                    | PSDB                  | PMDB                  | PSB                   |
| V. Eleitos            | 6                     | 2                     | 2                     | 1                     | 1                     | 1                     |

## Santana da Boa Vista
| Candidato(a)           | 1º Turno 7 de outubro de 2012 | 1º Turno 7 de outubro de 2012 |
| Candidato(a)           | Votação                       | Votação                       |
| Candidato(a)           | Total                         | Porcentagem                   |
| ---------------------- | ----------------------------- | ----------------------------- |
| Aline de Freitas (PTB) | 2.757                         | 45%                           |
| Juliano da Rosa (PP)   | 2.422                         | 39%                           |
| Lener Rodrigues (PMDB) | 984                           | 16%                           |
| Total de votos válidos | 6.163                         | 100,00%                       |

| Eleições Legislativas | Eleições Legislativas | Eleições Legislativas | Eleições Legislativas | Eleições Legislativas | Eleições Legislativas |
| --------------------- | --------------------- | --------------------- | --------------------- | --------------------- | --------------------- |
| Partido               | PTB                   | PP                    | PMDB                  | PT                    | PSB                   |
| V. Eleitos            | 3                     | 2                     | 2                     | 1                     | 1                     |

## São José do Norte
| Candidato(a)           | 1º Turno 7 de outubro de 2012 | 1º Turno 7 de outubro de 2012 |
| Candidato(a)           | Votação                       | Votação                       |
| Candidato(a)           | Total                         | Porcentagem                   |
| ---------------------- | ----------------------------- | ----------------------------- |
| Zeny Oliveira (PSDB)   | 6.386                         | 37%                           |
| Jorge Madruga (PT)     | 6.370                         | 37%                           |
| Luiz Arteiro (PMDB)    | 4.588                         | 26%                           |
| Total de votos válidos | 17.344                        | 100,00%                       |

| Eleições Legislativas | Eleições Legislativas | Eleições Legislativas | Eleições Legislativas | Eleições Legislativas | Eleições Legislativas | Eleições Legislativas | Eleições Legislativas |
| --------------------- | --------------------- | --------------------- | --------------------- | --------------------- | --------------------- | --------------------- | --------------------- |
| Partido               | PDT                   | PMDB                  | PSDB                  | DEM                   | PP                    | PSB                   | PT                    |
| V. Eleitos            | 2                     | 2                     | 1                     | 1                     | 1                     | 1                     | 1                     |

## São Lourenço do Sul
| Candidato(a)           | 1º Turno 7 de outubro de 2012 | 1º Turno 7 de outubro de 2012 |
| Candidato(a)           | Votação                       | Votação                       |
| Candidato(a)           | Total                         | Porcentagem                   |
| ---------------------- | ----------------------------- | ----------------------------- |
| José Martins (PT)      | 14.910                        | 53%                           |
| Rudinei Harter (PDT)   | 13.460                        | 47%                           |
| Total de votos válidos | 28.370                        | 100,00%                       |

| Eleições Legislativas | Eleições Legislativas | Eleições Legislativas | Eleições Legislativas | Eleições Legislativas | Eleições Legislativas | Eleições Legislativas |
| --------------------- | --------------------- | --------------------- | --------------------- | --------------------- | --------------------- | --------------------- |
| Partido               | PT                    | PP                    | PMDB                  | PSDB                  | PTB                   | PSB                   |
| V. Eleitos            | 5                     | 2                     | 1                     | 1                     | 1                     | 1                     |

## Turuçu
| Candidato(a)              | 1º Turno 7 de outubro de 2012 | 1º Turno 7 de outubro de 2012 |
| Candidato(a)              | Votação                       | Votação                       |
| Candidato(a)              | Total                         | Porcentagem                   |
| ------------------------- | ----------------------------- | ----------------------------- |
| Ivan Scherdien (DEM)      | 1.903                         | 64%                           |
| Selmira Fehrenbach (PMDB) | 943                           | 32%                           |
| Fernando Vieira (PT)      | 113                           | 4%                            |
| Total de votos válidos    | 2.959                         | 100,00%                       |

| Eleições Legislativas | Eleições Legislativas | Eleições Legislativas | Eleições Legislativas | Eleições Legislativas | Eleições Legislativas |
| --------------------- | --------------------- | --------------------- | --------------------- | --------------------- | --------------------- |
| Partido               | PP                    | PMDB                  | PSDB                  | DEM                   | PTB                   |
| V. Eleitos            | 2                     | 2                     | 2                     | 2                     | 1                     |